# Dendropsophus parviceps
Dendropsophus parviceps är en groddjursart som först beskrevs av George Albert Boulenger 1882.  Dendropsophus parviceps ingår i släktet Dendropsophus och familjen lövgrodor. IUCN kategoriserar arten globalt som livskraftig. Inga underarter finns listade i Catalogue of Life.